# Leroy Vinnegar
Leroy Vinnegar (Indianapolis, 13 juli 1928 - Portland, 3 augustus 1999) was een Amerikaanse jazzbassist.

## Carrière
Vinnegar kreeg bekendheid als bassist in Los Angeles tijdens de jaren 1950 en 1960. Zijn bijzonder handelsmerk was het ritmische walking bass-spel, een permanente opeenvolging van op- en afgaande noten, wat hem de bijnaam The Walker opleverde. Vinnegar had het basspel autodidactisch geleerd en zijn carrière als pianist begon in plaatselijke clubs. Hij begeleidde doorreizende solisten als Charlie Parker en Sonny Stitt. Vanaf 1952 werkte Vinnegar in Chicago, vanaf 1954 in Los Angeles, aldaar onder andere met Stan Getz, Herb Geller, Barney Kessel en in 1955/1956 als vast lid van de bands van Shelly Manne, Chico Hamilton, Teddy Edwards en over decennia als duo en andere formaties met de pianist Carl Perkins.
Hij nam als orkestleider en sideman legio platen op. Opmerkzaamheid kreeg hij tijdens de jaren 1950 door plaatopnamen voor André Previn, Stan Getz, Gerry Mulligan, Hampton Hawes, Shorty Rogers, Chet Baker, Shelly Manne en Serge Chaloff. Hij speelde bas op het album My Fair Lady van Previn en Manne. In 1969 speelde hij tijdens het optreden van Eddie Harris en Les McCann op het Montreux Jazz Festival (uitgebracht op de plaat Swiss Movement). Naast zijn werk als jazzmuzikant verscheen Vinnegar ook op een aantal film-soundtracks en popalbums, zoals Saint Dominic's Preview (1972) van Van Morrison. In 1986 verhuisde Vinnegar naar Portland. In 1995 eerde het parlement van Oregon hem met de proclamatie van de Leroy Vinnegar Day op 1 mei.

## Overlijden
Leroy Vinnegar overleed op 3 augustus 1999 op 71-jarige leeftijd in een ziekenhuis in Portland aan de gevolgen van een hartinfarct.

## Discografie

### Albums als leader
- 1957: Leroy Walks! (Contemporary Records) met Gerald Wilson, Teddy Edwards, Victor Feldman, Carl Perkins
- 1963: Leroy Walks Again!! (Contemporary Records)
- 1964: Jazz’s Great Walker (Joy Records)
- 1973: Glass Of Water (Legend Records)
- 1974: The Kid  (PBR International)
- 1995: Integrity - The Walker Live at Lairmont (Jazz Focus Records)

### Albums als sideman
- 1956: Shelly Manne: My Fair Lady (Contemporary Records)
- 1958: Sonny Rollins: Sonny Rollins and the Contemporary Leaders
- 1975: Sonny Criss: Saturday Morning (Xanadu Records)
- 1977: Dolo Coker: California Hard (Xanadu Records)
- 1977: Red Garland: Keystones!,  (Xanadu Records)
- 1978: Kenny Drew: Home Is Where The Soul Is, For Sure! (beide Xanadu Records)

- Bibsys: 1007188
- Biblioteca Nacional de España: XX1165847
- Bibliothèque nationale de France: cb13900877x (data)
- CiNii: DA10470816
- Gemeinsame Normdatei: 134547403
- International Standard Name Identifier: 0000 0000 5930 7470
- Library of Congress Control Number: n88619696
- MusicBrainz: 0658fb5f-a27e-4dd7-8dd3-12b46b6c807d
- Nationale Bibliotheek van Israël: 987007395683605171
- Nationale Bibliotheek van Polen: a0000003408514
- Nederlandse Thesaurus van Auteursnamen: 10135486X
- Istituto Centrale per il Catalogo Unico: LO1V271297
- SNAC: w6rk8bn6
- Système universitaire de documentation: 129112232
- Virtual International Authority File: 42026995
- WorldCat: E39PBJycMTdpqPGXMxk8Fmc3wC